# 年男
年男（としおとこ）は日本の風習の一つ。これらの風習は、一部の旧家などで見られるのみで現在ではほとんど見られない。
正月を中心とした家族行事の主役を務める男性をさす。特に正月に限っては、一家の行事すべてを年男が取り仕切り行い、正月が近づいた暮れの大掃除をはじめ、正月の飾りつけ、元旦の水汲み、年神の供物をととのえたり、御節料理の準備など一切を取り仕切った。かつて、年男は室町幕府や江戸幕府では、古い儀式に通じた者が任じられていたが、一般の家では、主として家の家長がその任にあたり、次第に長子や奉公人、若い男性が当たるようになった。